# Elisabeth Chávez Hernández
Elisabeth Chávez Hernández (Los Realejos, Santa Cruz de Tenerife, Espanya, 17 de novembre de 1990) és una jugadora espanyola d'handbol. Juga en la posició de Pivot.
És internacional absoluta amb la selecció espanyola, amb la qual va aconseguir la medalla de bronze als Jocs Olímpics de Londres 2012, a més del bronze al Campionat Mundial d'Handbol Femení de 2011, disputat a Brasil i la plata a l'Europeu de Macedònia 2008 i l'Europeu d'Hongria i Croàcia 2014.
És coneguda com el Sostre de l'handbol espanyol a causa dels seus 1,92 metres d'alçada.

## Equips
Jugadora natural de La Perdoma (La Orotava) es va formar en les categories inferiors del Club Handbol Perdoma. Va jugar allí des del 2006, fins al 2008 i va debutar en el seu primer any en la Divisió d'Honor Femenina Juvenil tenint molts minuts de joc, sobretot en defensa, amb tan sols 16 anys.
El 2008 va fitxar per un dels equips capdavanters de la Divisió d'Honor Femenina, el Handbol Sagunt, que a l'any anterior s'havia proclamat subcampió de Lliga. Va debutar en la Lliga ABF amb el club valencià l'any 2008, amb 18 anys acabats de complir. Hi va romandre un total de 4 temporades, consagrant-se en l'elit mundial.
El 2012 a causa de la mala situació econòmica del país, va emigrar juntament amb Beatriz Escribano (de la qual mai s'ha separat) al OGC Niça Handball de la Lliga francesa d'handbol. Des de la seva arribada a França s'ha convertit en una de les fixes del conjunt de la Costa Blava, sent la pivot titular de l'equip. Va jugar en total amb el Niça 70 partits, en els quals va anotar més de 200 gols.
El maig de 2015, de cara a la temporada 2015/16, va fitxar pel CJF Fleury Loiret Handball, actual campió de la Lliga on coincidirà amb les seves companyes de selecció Darly Zoqbi, Marta López, Alexandrina Barbosa i Bea Fernández. No obstant això, la seva companya i amiga Bea Escribano no va decidir seguir el seu camí, per la qual cosa ambdues van separar els seus camins professionals per primera vegada.

## Selecció Nacional

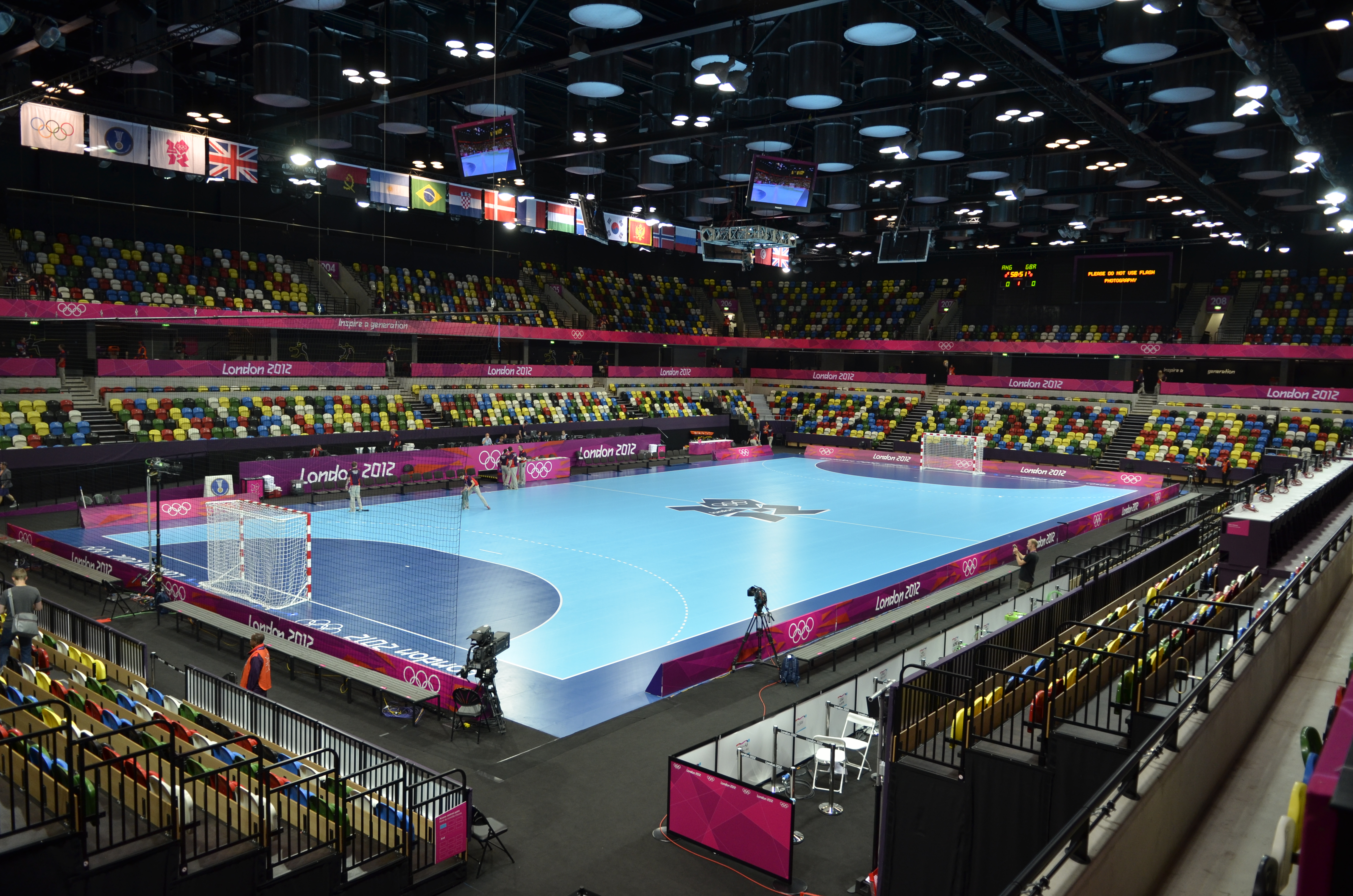
Copper Box, seu de la fase de grups dels Jocs Olímpics de Londres 2012.

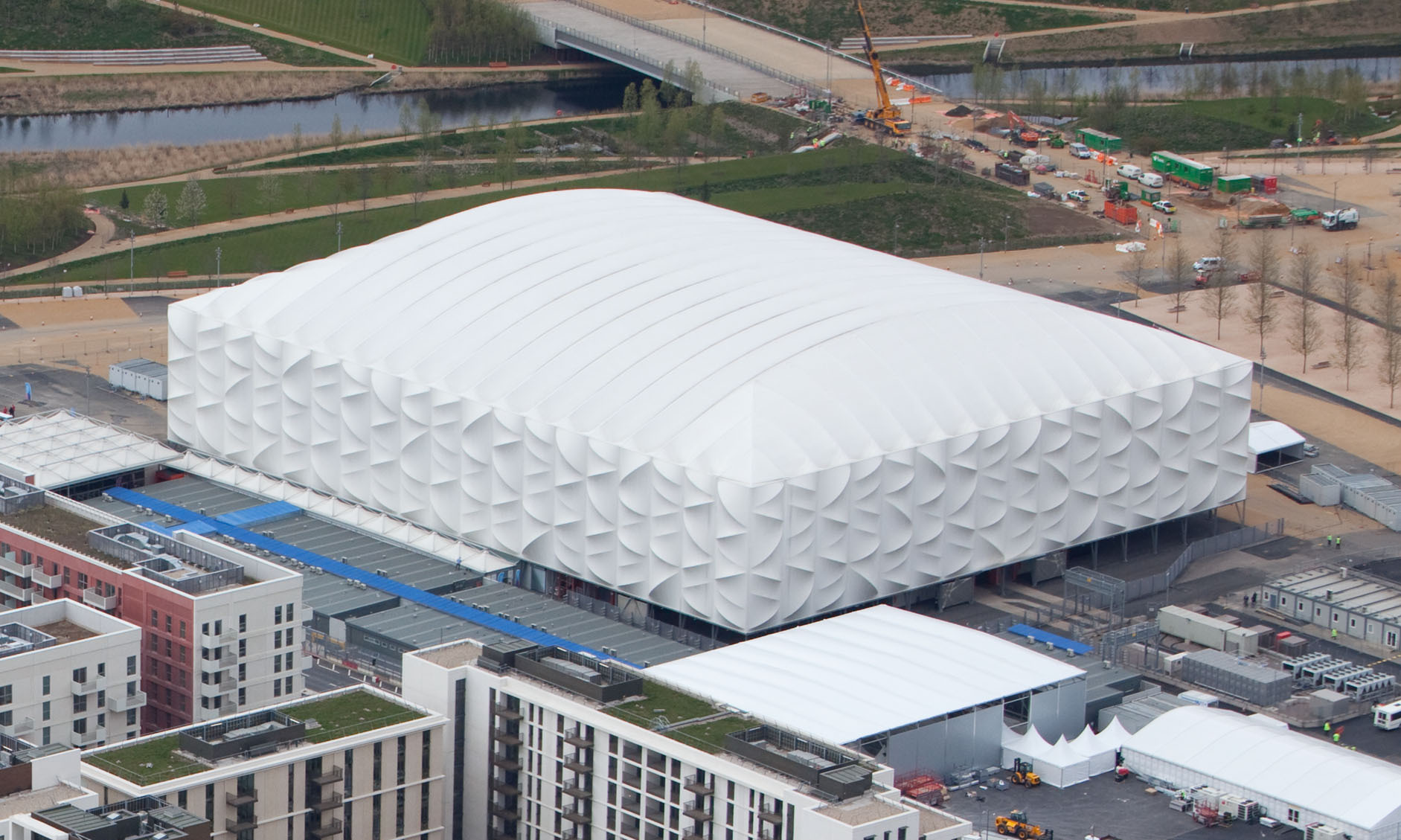
Basketball Sorra, seu de les semifinals i finals.

Ha jugat amb la Selecció femenina d'handbol d'Espanya fins avui un total de 144 partits, en els quals ha anotat 88 gols.
El seu primer torneig d'importància amb la selecció, va anar ni més ni menys que el Campionat Europeu d'Handbol Femení de 2008 on van començar empatant dos partits, davant Noruega i davant Ucraïna, però van passar com a segones de grup després de les noruegues. En la segona ronda, no obstant això, van guanyar a Romania i Hongria, i van perdre davant Dinamarca, aconseguint passar a les semifinals davant Alemanya. Va ser un partit difícil però van vèncer per 32-29, encara que van perdre la final davant les favorites, les noruegues, que solament havien cedit un empat davant les espanyoles en tota la competició.
El 2009 va participar en el Campionat Mundial Femení d'Handbol de 2009 disputat en Xina. En la primera fase van ser primeres de grup vencent totes les seves trobades. En la següent ronda van empatar davant Hongria, van guanyar a Romania i van ser derrotades per Noruega. Van passar com a segones de grup després de Noruega, i es van enfrontar en les semifinals davant França que les va vèncer per 27-23. En la lluita pel bronze es van tornar a enfrontar a Noruega i van ser derrotades per 26-31.
Al Campionat Europeu d'Handbol Femení de 2010 van començar perdent davant Romania. Després van guanyar a Sèrbia, però van tornar a perdre, aquesta vegada davant Dinamarca, acabant la primera fase com a terceres de grup. En la segona fase van aconseguir guanyar a Rússia, però van perdre els altres dos partits, sent eliminades i acabant finalment onzenes.
El 2011 va ser convocada per disputar el Campionat Mundial Femení d'Handbol de 2011 celebrat en Brasil. En la fase de grups van ser segones després del equipo nacional de Rússia, que va guanyar tots els seus partits. En la següent fase van vèncer Montenegro per 23-19, i en els quarts de final a Brasil per 27-26. No obstant això, en les semifinals es van enfrontar a la futura campiona, Noruega, contra la qual van ser derrotades per 30-22. En la lluita per la medalla de bronze es van enfrontar a Dinamarca, i van vèncer per 18-24.
El 2012 va ser seleccionada per formar part de l'equip nacional en el torneig celebrat en Espanya que donava accés a dues places per acudir als Jocs Olímpics de Londres 2012. Espanya va obtenir una plaça i l'altra va ser para Croàcia. Va ser seleccionada com a jugadora reserva de l'equip pels Jocs Olímpics, on van ser terceres en el grup B, després de França i Corea del Sud. Es van enfrontar en els quarts de final a Croàcia i van guanyar per 25-22, classificant-se per a les semifinals davant Montenegro, que havia donat la sorpresa en eliminar unes de les favorites, França. El partit va ser molt igualat, però finalment va guanyar Montenegro per 27-26. No obstant això quedava el partit pel bronze, que enfrontava a l'equip espanyol contra les coreanes novament. En la lliga prèvia havien guanyat les coreanes per 27-31, però en aquesta ocasió es van imposar les espanyoles per 29-31. No obstant això, malgrat el bronze, Eli no va jugar cap partit.
Al Campionat Europeu d'Handbol Femení de 2012 celebrat a la fi d'any a Sèrbia, van aconseguir passar a la segona liguilla, encara que en ella van ser últimes, on es va notar l'absència de Macarena que es va lesionar en un partit de la primera ronda.
De nou va ser convocada pel Campionat Mundial d'Handbol Femení de 2013 celebrat també en Sèrbia, on defensaven el tercer lloc de Brasil 2011. Van passar la primera fase sense molts problemes, després de guanyar a Polònia, Argentina, Paraguai i Angola i tan sols perdre davant la potent Noruega. No obstant això, en vuitens de final van tornar a caure eliminades una altra vegada davant Hongria (que ja els va guanyar en l'Europeu passat) per 28-21, tancant així el campionat en una discreta desena posició.
El 2014 és convocada al Campionat Europeu d'Handbol Femení de 2014 disputat conjuntament en Hongria I Croàcia. Van superar la primera fase amb ple de victòries i punts després de vèncer a Polònia, Rússia i Hongria. No obstant això en la Maind Round van perdre les seves dos primers partits davant Noruega i Romania. Finalment en el decisiu i últim partit, van aconseguir una impressionant victòria davant Dinamarca per 29-22 per passar per segona vegada en la seva història a unes semifinals d'un Europeu. En les semifinals es van venjar de la seva derrota davant Montenegro en els JJOO guanyant per un vibrant 19-18, passant a la seva segona final d'un Europeu. En la final es van tornar a creuar contra Noruega perdent per 28-25 i acabant finalment amb una gran medalla de plata. En el plànol individual Eli per fi va poder ser la pivot titular de l'equip, quallant una gran actuació, ja que va marcar 14 gols en els 8 partits del Campionat (tots) que va jugar.
De nou, el 2015 és cridada per disputar el Campionat Mundial d'Handbol Femení de 2015 en Dinamarca. En la fase de grups, comencen guanyant a Kazakhstan, encara que després perden 28-26 davant la potent Rússia. Malgrat aquesta derrota, es refan, i després aconsegueixen guanyar còmodament a Romania per 26-18 i golejar a la feble Puerto Rico per 39-13. Finalment, en l'últim partit de la liguilla de grups cauen davant Noruega per 26-29, acabant terceres de grup i tenint un complicat encreuament en vuitens de final davant França. Finalment, en vuitens van ser eliminades per les franceses després d'un penal molt dubtós amb el temps complert (22-21). No obstant això, l'arbitratge va ser molt qüestionat per diverses exclusions dubtoses per a les espanyoles, i per una vermella directa també molt dubtosa a Carmen Martín. Davant aquesta situació, les guerreres van ser eliminades en vuitens (igual que l'últim Mundial), sent dotzenes. En l'aspecte individual, Chávez suc 5 partits (va descansar davant Romania a causa d'unes molèsties) i va anotar 11 gols, sent de nou la pivot titular.

### Participacions en Jocs Olímpics
| Jocs                          | Seu        | Resultat | Partits | Gols |
| ----------------------------- | ---------- | -------- | ------- | ---- |
| Jocs Olímpics de Londres 2012 | Regne Unit | Bronze   |         |      |

### Participacions en Copes del Món
| Mundial                                    | Seu       | Resultat    | Partits | Gols |
| ------------------------------------------ | --------- | ----------- | ------- | ---- |
| Campionat Mundial Femení d'Handbol de 2009 | Xina      | Quart lloc  |         |      |
| Campionat Mundial Femení d'Handbol de 2011 | Brasil    | Tercer lloc |         |      |
| Campionat Mundial Femení d'Handbol de 2013 | Sèrbia    | Desè lloc   |         |      |
| Campionat Mundial d'Handbol Femení de 2015 | Dinamarca | Dotzè lloc  | 6       | 11   |

### Participacions en Campionats d'Europa
| Europeu                                    | Seu                 | Resultat    | Partits | Gols |
| ------------------------------------------ | ------------------- | ----------- | ------- | ---- |
| Campionat Europeu d'Handbol Femení de 2008 | Macedònia           | Subcampiona |         |      |
| Campionat Europeu d'Handbol Femení de 2010 | Dinamarca i Noruega | Segona fase |         |      |
| Campionat Europeu d'Handbol Femení de 2012 | Sèrbia              | Segona fase |         |      |
| Campionat Europeu d'Handbol Femení de 2014 | Hongria i Croàcia   | Subcampiona | 8       | 14   |

## Palmarès

### Selecció espanyola
- Medalla de plata en el Europeu Macedònia 2008 i Europeu Hongria 2014.
- Medalla de bronze en el Mundial Brasil 2011.
- Medalla de bronze en els Jocs Olímpics de Londres 2012.